# 马来亚联邦
马来亚联邦（英語：Malayan Union，1946年—1948年）是第二次世界大战之后，英国殖民政府为整合英属马来亚而实行的联邦制英国皇家殖民地，由第一任总督爱德华·占德在1946年4月1日宣布成立。后来在马来人民族主义高涨的反对声浪下，于1948年1月31日终止，由马来亚联合邦所取代。
马来亚联邦由马来联邦、马来属邦与原属海峡殖民地的槟城、马六甲组成，共11个州属。

## 背景
1945年10月，二战结束，英国军部有意成立马来亚联邦（计划已于最早公元1944年5月呈于当时的战争内阁）。同一月哈罗德·麦克米歇尔爵士（Sir Harold MacMichael）受委负责获取各州统治者批准成立马来亚联邦（使用不合法手段）。他很快成功获取各统治者之批准。马来亚联邦方案剥夺许多马来统治者之政治权利，惟马来统治者因有于日治时期与日军合作之嫌，怕受英殖民政府对付而王位遭罢黜，故同意该方案。

## 成立
公元1946年4月1日，马来亚联邦成立，爱德华·占德爵士（Sir Edward Gent）为其总督，吉隆坡为其首府。

## 马来民族运动
马来人（巫來由人）通過報紙與和平集會的方式反对马来亚联邦的成立。
1946年1月23日，翁惹化投書《马来前锋报》，呼吁马来人反对成立马来亚联邦。
1946年5月11日，全马来亚马来民族大会第三次会议成立马来民族全国统一机构（United Malays National Organization），简称巫统（UMNO），由翁惹化担任主席。

## 废除
1948年1月30日, 英国废除马来亚联邦，被马来亚联合邦取代。

## 参見
- 马来民族统一机构
- 马来西亚历史
- 马来西亚